# Alan Dershowitz
Alan Morton Dershowitz, né à Brooklyn (New York) le 1er septembre 1938, est un avocat, écrivain et universitaire américain, professeur de droit à l'université Harvard de 1964 à 2013.
Il se distingue en tant qu'avocat pénaliste en représentant des personnalités célèbres et controversées, notamment O. J. Simpson, Claus von Bülow, Harvey Weinstein, Jeffrey Epstein et le président américain Donald Trump.

## Biographie

### Jeunesse
Alan Dershowitz naît dans le quartier de Williamsburg, à Brooklyn, et grandit dans le quartier de Borough Park.

### Carrière juridique
Il se fait remarquer comme avocat pénaliste en défendant des personnalités célèbres ou controversées. Ainsi, en 1985, il obtient l'acquittement de Claus von Bülow, un homme très riche soupçonné d'avoir voulu tuer sa femme, alors même qu'il est persuadé de la culpabilité de son client.
Durant les années 1980, il est l'avocat de l'espion pour le compte d'Israël aux États-Unis Jonathan Pollard. Dershowitz ne clame pas l'innocence de Pollard mais estime que sa peine était disproportionnée par rapport à ses méfaits. Il estime également le traitement de Pollard comme antisémite.
En 1991, il défend en appel le télévangéliste Jim Bakker (en) et obtient l'annulation d'une lourde peine de prison pour le télévangéliste.
En 1992, il représente Mike Tyson dans sa demande d'appel de sa condamnation pour viol. Il clame l'innocence de son client et accuse sa victime d'avoir déposé de fausses déclarations en étant motivée par la célébrité et la fortune. L'appel est rejeté par la justice en août 1993.
En 1995, il aide O. J. Simpson à être acquitté du meurtre de sa femme et de son ami.
Il fait de fréquentes apparitions dans les médias ou lors de prises de parole publiques. Son souhait d'encadrer l'usage de la torture dans la « guerre contre le terrorisme », à travers la requête d'un mandat préalable autorisant l'usage de celle-ci,, lui ont valu néanmoins de nombreuses critiques, notamment de la part d'organisations des droits de la personne. Selon Dershowitz, la nécessité pour les agents des forces de l'ordre de s'en remettre au contrôle juridictionnel permettrait de minimiser les actes de torture, et de faire en sorte que la responsabilité des actes (l'accountability) repose sur les hauts responsables ayant autorisé celle-ci, plutôt que sur les agents de terrain ayant pris la décision discrétionnaire de l'usage de celle-ci. Il s'est opposé à ce sujet aussi bien à Eric Posner, critique du civil libertarianism (en) et opposé au contrôle juridictionnel des actes de l'exécutif en temps de crise, qu'aux libéraux Floyd Abrams (en) ou Harvey Silverglate (en), reconnaissant le fait de la torture dans certains cas exceptionnels, mais refusant que celle-ci soit légitimée sur le plan juridique.
En février 2011, il rejoint l'équipe de défense légale du fondateur de WikiLeaks Julian Assange, en tant que consultant juridique sur le volet américain de l'affaire Assange.
En 2018, il apporte son aide à l'équipe juridique de Harvey Weinstein dans l'affaire de violences sexuelles le visant.
En janvier 2020, il rejoint l'équipe de défense du président Donald Trump dans la première procédure de destitution le concernant.
Alan Dershowitz fit partie de l'équipe qui a conclu un compromis avec[pas clair] Jeffrey Epstein, un criminel, accusé d'agressions sexuelles, de viols et de proxénétisme, emprisonné préventivement  pendant 18 mois dans des conditions très favorables[pourquoi ?], une période jugée courte et qui donna lieu à polémique[évasif].
Il a été décrit par Newsweek comme l’avocat le plus engagé pour les libertés civiles américaines, et par le Corriere della Sera comme « l'avocat progressiste le plus célèbre d’Amérique »[réf. nécessaire].

### Carrière universitaire
Il devient, à l'âge de vingt-huit ans, le plus jeune professeur dans l'histoire de la faculté de droit de Harvard. Il est spécialisé en droit pénal et constitutionnel.
Il prend sa retraite de l'université en décembre 2013.

### Carrière littéraire
Alan M. Dershowitz est l'auteur de trois romans policiers et a publié en outre de nombreux articles dans les journaux américains, notamment le New York Times, le Wall Street Journal et le Los Angeles Times, ainsi que des essais sur l'actualité internationale, le conflit israélo-arabe comme Why Terrorism Works et Le Droit d'Israël (en). Ses positions sur ce conflit lui ont valu l'inimitié de plusieurs personnalités, en particulier du politologue Norman Finkelstein qui qualifie en 2003 son livre Le droit d'Israël de « canular universitaire », ce qui déclenche une vive polémique.

## Prises de position
Alan Dershowitz est un fervent soutien d'Israël,,.
Il a critiqué la position du président des États-Unis Barack Obama en matière de politique à l'égard d'Israël après que les États-Unis se sont abstenus de voter contre la résolution 2334 du Conseil de sécurité des Nations unies, qui condamnait Israël pour la construction de colonies israéliennes dans les territoires palestiniens occupés.
Il publie en 2003 un livre dédié à la défense d'Israël, The Case for Israel. En 2004, en réponse à un avis consultatif de la Cour internationale de justice (CIJ) qualifiant la construction de la barrière de séparation israélienne en Cisjordanie de « contraire au droit international », il estime que la CIJ a été fondée sur une base discriminatoire.
Son soutien à Israël est basé sur des considérations morales et non religieuses,.
Dans une tribune publiée en 1997 dans le Los Angeles Times, il argumente en faveur de l'abaissement de l'âge du consentement sexuel à 15 ans, une position qu'il exprime une nouvelle fois publiquement sur Twitter en 2019.
En 2018, il publie un ouvrage contre la destitution du président Donald Trump, The Case Against Impeaching Trump.

## Œuvre littéraire
De l'affaire Claus von Bülow, Alan M. Dershowitz tirera un livre, Le Mystère von Bülow (Reversal of Fortune, 1986), qui sera adapté au cinéma par Barbet Schroeder. Au-delà de l'enquête et de la reconstitution des événements, le livre montre les difficultés et les questions d'éthique que rencontrent les avocats.
Inspiré de l'affaire O. J. Simpson, son roman Le Démon de l'avocat (The Advocate's Devil, 1994) met en scène un avocat, Abe Ringel, chargé de défendre un basketteur, Joe Campbell, accusé de viol. Pour Entertainment Weekly, outre le personnage principal de l'avocat qui affiche la même agilité verbale que Dershowitz, le roman est de l'ordre du soap opera.
Troisième roman de Dershowitz, le plus ambitieux, Just Revenge (1999) raconte l'histoire d'un Juif qui retrouve, cinquante ans plus tard, le bourreau de sa famille et décide de mener sa vengeance. Au cours de son procès où il revendique la pleine responsabilité de ses actes, la mémoire de la Shoah se déploie en toile de fond d'un débat douloureux sur la justice des hommes.

## Accusations d'abus sexuels
Alan Dershowitz a été accusé d'abus sexuel par deux des victimes présumées d'Epstein, Virginia Roberts Giuffre et Sarah Ransome, ce qu'il nie avec véhémence. En novembre 2022, Virginia Roberts Giuffre enlève sa plainte, déclarant l'avoir identifié comme l'un de ses agresseurs par erreur.
Des documents scellés liés à l'affaire Epstein dévoilés en janvier 2024 font état de témoignages sous serment selon lesquels Dershowitz aurait eu des relations sexuelles avec une mineure victime du réseau pédophile de Jeffrey Epstein « à plusieurs reprises » et qu'il aurait été « présent seul » au domicile d'Epstein « en présence de jeunes filles »,.

## Vie privée
Alan Dershowitz se définit comme un juif orthodoxe moderne et sa perspective juridique est influencée par sa formation religieuse, utilisant fréquemment des références bibliques,.

## Publications

### Romans
- Le Mystère von Bülow (Reversal of Fortune, 1986), J'ai lu n° 2962 (1990)
- Le Démon de l'avocat (The Advocate's Devil, 1994), Grasset, « Grand format » (1996) ; rééd. Le Livre de poche Thriller n° 17054 (1998)
- Just revenge (Just Revenge, 1999), Ramsay (2003) ; rééd. Le Livre de poche Thriller n° 17253 (2005)
- The Trials of Zion, Grand Central Publishing (2010).

### Essai
- Le droit d'Israël (The Case for Israel, 2003) Éd. ESKA (2004).
- (en) Guilt by Accusation: The Challenge of Proving Innocence in the Age of #MeToo. Hot Books, 2019,  (ISBN 978-1510757561).
- The Case Against Impeaching Trump, Hot Books, 2018,  (ISBN 978-1510742284)

## Filmographie
- 1990 : Le Mystère von Bülow (Reversal of Fortune). de Barbet Schroeder d'après le roman de Alan M. Dershowitz. Joué par Ron Silver.
- 1997 : Le Démon de l'avocat, tiré du livre de Dershowitz de 1994, avec Ken Olin dans le rôle de l'avocat et Holt McCallany dans le rôle du basketteur[29].